# Wilhelm-Pieck-Stipendium
Das Wilhelm-Pieck-Stipendium war ein Stipendium, das in der DDR als Auszeichnung an wissenschaftlich herausragende Studenten vergeben wurde, falls sie von der Herkunft Arbeiter- oder  Bauernkinder waren.
Das Sonderstipendium wurde anlässlich des 75. Geburtstages von Wilhelm Pieck, des damaligen Präsidenten der DDR, am 3. Januar 1951 gestiftet. Neben der fachlichen Leistung waren hervorragende Leistungen im „Gesellschaftswissenschaftlichen Grundstudium“ sowie eine zustimmende Beurteilung der FDJ-Organisation an der jeweiligen Bildungseinrichtung notwendige Bedingungen für die Vergabe an Studenten der Arbeiter-und-Bauern-Fakultäten und an Fachschüler.
Das Sonderstipendium, bei seiner Stiftung 300 Mark, trat bei seiner Gewährung an die Stelle des Grundstipendiums, das 1951 auf 180 Mark festgesetzt wurde und nach Abschaffung der Lebensmittelkarten auf 190 Mark erhöht wurde. 
1981 betrug der Betrag 450 Mark, für das Grundstipendium 200 Mark, in Berlin bekam man im Grundstipendium noch 15 Mark mehr. Es wurde jährlich an mehrere hundert Studenten vergeben. Weitere Sonderstipendien waren das Karl-Marx-Stipendium und das Johannes-R.-Becher-Stipendium.